# بيدرو بارانكوس
بيدرو بارانكوس (بالإسبانية: Pedro José Barrancos Miras)‏ هو لاعب كرة قدم إسباني في مركز الهجوم، ولد في 10 مارس 1988 في شنقنيرة الخضراء في إسبانيا. لعب مع ريال مورسيا وسانجونيرا أتلتيكو ونادي أوريويلا ونادي جامعة مرسية ونادي غرناطة ونادي قادش ويونيون ديبورتيفا لوغرينييس.

## وصلات خارجية
- بيدرو بارانكوس على موقع قاعدة بيانات كرة القدم.إي يو (الإنجليزية)
- بيدرو بارانكوس على موقع Soccerway.com (الإنجليزية)